# 岩澤重夫
岩澤 重夫（いわさわ しげお、1927年11月25日 - 2009年11月7日）は、日本の画家、日本芸術院会員、文化功労者。

## 経歴
大分県日田市出身。京都府京都市に在住していた。大分県立日田中学校、京都市立美術専門学校卒。

### 揺籃期
1927年に現在の大分県日田市豆田町に生まれる。幼少の頃は、学校に行く前に魚釣りのに行くほど川が大好きな少年だった。晩年水辺に緑の山や季節の花を描いた小品を制作したが、それは全て魚釣りをするときの視点に基づいている。14歳の時に真珠湾攻撃が勃発、父親の勧めで17歳にして自ら入隊を志願。終戦までの1年5ヶ月の間に滋賀県で訓練を受けた後、盛岡、福生、万世、横田と日本各地を転々と移動。中でも鹿児島県の万世飛行場という特攻基地に配属されたことが、その後の人生を大きく左右することとなる。ここで岩澤重夫は、教官助手を務め、偶然にも戦闘機のマニュアルを手書きで制作する係を務めることとなった。「絵が得意だったので終戦まで自分には、特攻命令が出なかった。沖縄の海に消えていった友人のために、自分は絵を描くことを神様に命じられたのだ」と後に伝記本に記している。
終戦後は、穀物販売業を営む父親の反対を押し切って1947年に京都市立美術専門学校に入学。在学中の1951年に「芥子」が日展に初入選を果たす。卒業後は、京都の石像寺（釘抜地蔵）に住み込みの管理人として仕事をしながら作家活動を始める。独学で制作を続けていたのだが、限界を感じ意を決して1954年に堂本印象（1891年-1975年）率いる東丘社に入塾する。1955年に師匠の勧めで印象の姪にあたる三輪蓉子と結婚。親の反対を押し切って作家活動を始め、望みの綱を模索していた青年画家にとって願ってもない良縁だった。とはいえ、このころは作家としての収入などほとんどなく、仕事は新聞の挿絵や幼稚園の絵画教室の講師くらいで、満足な食事ができるはずもない日々を過ごしていた。
そんな中、1957年から京都市消防局の月刊誌の表紙やパンフレットなどの原画を制作することとなり、毎月仕事が継続するようになる。その後「みんなで文化財を火災から守ろう」という仏画のポスターを長年制作するなど、京都市消防局との仕事が50年間続くことになる。またこの年は、左京区松ヶ崎に小さな中古住宅を購入。1960年は「葦のある沼」が京都市展で京都市長賞、「河岸」（日田市蔵）が関西総合展で第一席、「堰」（京都府立総合資料館蔵<京都文化博物館管理>）が新日展で特選・白寿賞という慌ただしくも京都の日本画業界でようやく新人として頭角を表す節目の年となる。

### 研鑽期
33歳でようやく日展特選を受賞した翌年は、無鑑査出品として初めて大分の九重連山を描き「晨暉」（大分市美術館蔵）が再び新日展特選となる。それまで日展に出品する際には、先輩の仕事場を借りて制作していたのだが、ようやく1964年に左京区松ヶ崎に土地を購入し仕事場兼住宅を手に入れる。このころ春の東丘社展には抽象画を出品し、秋の日展には風景画を出品するという二つの研鑽を積む時間が流れていた。全く具体的な形のない絵画作品から釘、布、皿、板、ピンポン球、アクリル板などを使用した厚みのある作品まで、海外の美術動向を参照し自身の経験に積み重ねてゆく作風が続いていた。
1966年に師匠の京都府立堂本印象美術館が開館する。最大時74名在籍していた東丘社の一員として一翼を担い懸命に開館準備を進めたことが、後の作家活動に大きな経験となったと伝記本で語っている。
1968年に「昇る太陽」（日田市蔵）が新日展菊華賞となる。菊華賞とは、日展で審査員になるための登竜門として中堅作家に立ちはだかった大きな関門だったが、1970年を最後にこの賞は廃止された。1971年には、ようやく日展審査員となる。ところが1975年は48歳にして新たな節目の歳となる。3月に最後まで作家になることを認めなかった父親が他界し、9月には師匠の堂本印象が永眠した。22年間続いた弟子と師匠の関係は、ここで終止符を打つこととなる。その後「祈」（日田市蔵）を位双展に出品し、これ以後一切抽象画の制作を中止する。

### 聡明期
師匠亡き後、東京歌舞伎座や京都南座の緞帳原画制作、陶芸絵付け、陶板画制作など様々な仕事に挑戦する時代となる。1979年に日田市長福寺ふすま絵「大心海」を制作。1982年に初めて「嚝」（京都国立近代美術館蔵）が文化庁買上優秀美術品となる。1983年から髙山辰雄（1911年-2007年）率いる中国訪問に4度参加し1985年「古都追想（西安）」が山種美術館大賞となる。その年は、大分県の耶馬渓を描いた「氣」（京都国立近代美術館蔵）が改組日展文部大臣賞となる。1970年代の小品は、薄紫色の海景や山並みを描いた風景画と洋蘭と花瓶などを描いた白い静物画が多かったが、1980年ごろから緑の山に白い滝を描いた小品を制作するようになり、ようやく画廊企画展の人気作家となる。1989年には京都の祇園祭の菊水鉾見送り原画「菊水渓聲」を制作。

### 麗筆期
1989年暮れに仕事場を京都の中心から車で約一時間離れた右京区京北下町に移す。そこは、長年通い続けた鮎釣りのできる上桂川のほとりで、師匠、印象の通っていた鮎料理屋のあるゆかりの場所だった。ここで1990年に約15メートルの大作「天響水心」（大分銀行蔵）を制作。1993年に「渓韻」（後に日本芸術院蔵）に対し日本芸術院賞を受賞し日展理事に就任。2000年には、8.6メートルの大作「豊山豊水・四季」（大分合同新聞社蔵）を制作。同年日本芸術院会員となる。2001年に日展常務理事に就任。2002年、勲三等瑞宝章受章。2004年ごろから鹿苑寺（金閣寺）客殿障壁画の制作を始める。2009年に障壁画63面は、無事完成したのだが、全て金閣寺に設置された姿を見ることなく体調を考慮して南丹市の病院に入院する。その後11月4日に文化功労者に顕彰されたのだが、3日後の11月7日に肺炎のため81歳11ヶ月の生涯を閉じる。翌年自宅に残されていた作品、素描、スケッチブック、陶芸作品など約1000点、愛用の墨、硯、筆など約500点と福田平八郎、堂本印象、香月泰男などの収集美術品を全て遺族から大分県日田市に寄贈されたのだが、2016年にようやく収蔵庫が完成し京都から日田市複合文化施設AOSEに輸送された。
鹿苑寺（金閣寺）客殿障壁画とは、有名な金閣舎利殿の隣の建物にあり、二つの床の間のある三室で構成されているが、一般公開はされていない。2011年「金閣・鹿苑寺客殿障壁画完成記念 岩澤重夫展」（京都高島屋〜大分トキハ〜日本橋高島屋）、2015年「岩澤重夫展ー日本の心を風景に描くー」（相国寺承天閣美術館）、2022年「大本山相国寺と金閣・銀閣の名宝」（大分県立美術館）において公開された。岩澤重夫は、障壁画を制作する際に「今まで誰も描いたことのない仕事をする」「三つの部屋を全く別世界にする」「師匠に学んだ証として再び抽象画に挑戦するのだ」と話していたと伝えられている。それぞれの部屋には、名前があり「写実の梅」（北の間）には、見事な海景に大きな太陽が昇る床の間と松の違い棚、襖には紅梅と白梅が描かれている。「抽象の桜」（中の間）には、金とプラチナ、銀箔を使い花びらを描くことなく絢爛な桜を表現している。「プラチナと薄墨の山水」（南の間）は、ほのかな薄墨と線描のプラチナ箔で山水が描かれ、月の床の間にある夜桜の花びらが山並みに飛んで行くという時間が描かれている。中の間の一部に銀箔が使われていて年月とともに色が変化してゆくことが制作の意図に含まれている。
岩澤重夫は、日展京都展の会場で晩年まで毎年作品解説を行っていた。最後の質問のコーナーで必ず「こんな作品を一枚描くのに一体どのくらい時間かかるのですか?」と参加者から聞かれると笑みを浮かべて「81年かかりました!」と答えていた。というのが有名なエピソードである。

## 主な作品
1960年ー第3回新日展「堰」京都府立総合資料館（京都文化博物館管理）
1961年ー第4回新日展「晨輝」大分市美術館蔵
1963年ー第6回新日展「砂丘」大分県立美術館蔵
1966年ー第9回新日展「船鉾」京都市消防局蔵
1973年ー第5回日展「晨」大分県立美術館蔵
1976年ー第8回日展「海苑」京都市京セラ美術館蔵
1953年ー第10回日展「凪」大分県立美術館蔵
1979年-襖絵「大心海」日田市長福寺蔵
1982年-第14回日展「曠」京都国立近代美術館蔵
1984年-第16回日展「冬陽」大分県立美術館蔵
1985年ー第17回日展／文部大臣賞「氣」京都国立近代美術館蔵
1985年ー「古都追想・西安」山種美術館大賞／山種美術館蔵
1987年ー第19回日展「郷」大分市美術館蔵
1988年ー第20回日展「響」大分市美術館蔵
1990年ー「天響水心」 大分銀行蔵（大分県立美術館委託）
1991年ー第23回日展「冬晨」国会議事堂蔵
1992年ー第24回日展／日本芸術院賞「溪韻」日本芸術院蔵
1997年ー第29回日展「凍韻」京都市京セラ美術館蔵
1998ー年第30回日展「輝く峰」大分市美術館蔵
1999年ー第31回日展「清秋」大分市美術館蔵
2000年ー「豊山豊水・四季」 大分合同新聞社蔵
2001年ー第33回日展「瀧聲」長谷川美術館蔵
2002年ー第34回日展「春の溪」相国寺承天閣美術館蔵
2005年ー第37回日展「浜の朝」大分県立美術館蔵
2007年ー第39回日展「故郷」二階堂美術館蔵
2008年ー第40回日展「天水」相国寺承天閣美術館蔵
2009年「客殿障壁画」北山鹿苑寺蔵